# X次元へようこそ/絶対ムッシュ制
「X次元へようこそ/絶対ムッシュ制」は、やくしまるえつこの両A面シングルとして発売された7枚目のシングル。2014年1月29日にフライングドッグ×みらいレコーズから発売された。

## 概要
「X次元へようこそ」は、テレビアニメ『スペース☆ダンディ』のエンディング曲として起用された。
「絶対ムッシュ制」では、やくしまるが弾くギターを、音源としては数年ぶりに聞くことができる。
ジャケットデザインは、やくしまるえつこイラストによる全面特別鏡面仕様になっている。表紙・帯・バックカードの全ての面が銀色に光って、鏡面反射する。
法人別先着購入特典として「やくしまるえつこイラスト鏡合わせマグネット」や「やくしまるえつこ宇宙人イラストペナントステッカー」が付属して、店舗によってデザインが異なる。
全楽曲のマスタリングはテッド・ジェンセンが担当。

## 収録曲
| 全作詞・作曲: ティカ・α。 |                                     |           |            |                            |      |
| #                         | タイトル                            | 作詞      | 作曲・編曲 | 編曲                       | 時間 |
| 1.                        | 「X次元へようこそ」                 | ティカ・α | ティカ・α  | 菅野よう子                 | 4:51 |
| 2.                        | 「絶対ムッシュ制」                  | ティカ・α | ティカ・α  | やくしまるえつこ、Jimanica | 3:54 |
| 3.                        | 「X次元へようこそ」(off vocal ver.) | ティカ・α | ティカ・α  | 菅野よう子                 | 3:31 |
| 4.                        | 「絶対ムッシュ制」(off vocal ver.)  | ティカ・α | ティカ・α  | やくしまるえつこ、Jimanica | 3:54 |
| 5.                        | 「X次元へようこそ」(tv-size)        | ティカ・α | ティカ・α  |                            | 1:30 |
| 合計時間:                 | 合計時間:                           | 合計時間: | 19:02      |                            |      |